# Ernst Wilhelm Leberecht Tempel
Ernst Wilhelm Leberecht Tempel (* 4. prosince 1821, Niedercunnersdorf, Sasko – † 16. března 1889, Arcetri, Itálie) byl německý astronom a litograf. Působil ve Francii na hvězdárně v Marseille, později v Italii. Byla mu udělena Lalandova cena v roce 1861 a v roce 1888 získal Valzovu cenu, obě udělované Francouzskou akademií věd. Objevil 5 planetek a 12 komet.

## Objevené planetky
| (64) Angelina    | 4. března 1861 | Marseille |
| (65) Cybele      | 8. března 1861 | Marseille |
| (74) Galatea     | 29. srpna 1862 | Marseille |
| (81) Terpsichore | 30. září 1864  | Marseille |
| (97) Klotho      | 17. února 1868 | Marseille |